# Torö församling
Torö församling var en församling i Strängnäs stift och i Nynäshamns kommun, Stockholms län. Församlingen uppgick 2006 i Ösmo-Torö församling.

## Administrativ historik
Församlingen bildades på 1600-talet genom en utbrytning ur Sorunda församling. Församlingen uppgick 2006 i Ösmo-Torö församling.

### Pastorat
- 1600-talet till 1 januari 1962: Annexförsamling i pastoratet Sorunda och Torö.[2]
- 1 januari 1962 till 1 januari 2006 var församlingen annexförsamling i pastoratet Ösmo och Torö.[2]

## Areal
Torö församling omfattade den 1 januari 1952 en areal av 28,59 km², varav 28,58 km² land. Efter nymätningar och arealberäkningar färdiga den 1 januari 1955 omfattade församlingen den 1 januari 1961 en areal av 29,15 km², varav 29,14 km² land.

## Kyrkor
- Torö kyrka